# Peter Saß
Peter Saß (* 19. April 1936 in Stralsund; † 28. Dezember 2006 in Hamburg) war ein deutscher Wirtschaftswissenschaftler und Hochschullehrer.

## Leben und Werk
Saß absolvierte nach dem Abitur zunächst von 1956 bis 1958 eine Bankfachlehre bei einer Hamburger Regionalbank und studierte dann von 1958 bis 1963 Volkswirtschaftslehre an der Universität Hamburg. Er war nach seinem Diplomexamen zeitweise beim Hamburgischen Welt-Wirtschafts-Archiv tätig; im Jahr 1965 wurde Saß an der Wirtschafts- und Sozialwissenschaftlichen Fakultät der Universität Hamburg bei Fritz Voigt und Heinz Gollnick zum Dr. rer. pol. promoviert. Der Titel seiner Dissertation lautet Der Einfluß der organisierten Arbeitsmarktparteien auf die Einkommensverteilung in der evolutorischen Wirtschaft.
Saß war bei der Hamburger Behörde für Wirtschaft und Verkehr und seit November 1965 bei einem Wirtschaftsforschungsinstitut an der Universität Münster tätig.
Von 1971 bis 2001 lehrte Saß u. a. Marxistische Wirtschaftstheorie und als Professor für Volkswirtschaftslehre an der Hochschule für Wirtschaft und Politik Hamburg. In seiner wissenschaftlichen Arbeit beschäftigte er sich vor allem mit der komplexen Fragestellung der Politischen Ökonomie; hier vor allem mit der Entwicklung der Profitrate in West-Deutschland. Privat war Peter Saß an Themen der Geschichtswissenschaften interessiert. Er war Autor zahlreicher Buch- und Zeitschriftenveröffentlichungen.
Peter Saß wurde auf dem Friedhof Ohlsdorf nahe Kapelle 8 beigesetzt.

## Veröffentlichungen (Auswahl)
- Der Einfluß der organisierten Arbeitsmarktparteien auf die Einkommensverteilung in der evolutorischen Wirtschaft. Dissertation, Hamburg 18. Juni 1966.
- Die Untersuchung der Profitraten-Unterschiede zwischen den westdeutschen Industriebranchen nach dem 2. Weltkrieg. (Unter Mitarbeit von Harm Rehders). Mohr, Tübingen 1975, ISBN 978-3-16-336901-6.
- Das Großkapital und der Monopolprofit. Industrielle Unternehmensgröße und Profitrat in der Bundesrepublik. VSA-Verlag, Hamburg 1978, ISBN 978-3-87975-154-9.
- Die Finanzierung der Investitionen in der Textilindustrie. Münster 1970.
- Warum können Arbeiter in Großunternehmen mehr verdienen oder wie die Lohnstruktur sozialökonomisch betrachtet werden kann. In: Jahrbuch für Sozialökonomie und Gesellschaftstheorie, Westdeutscher Verlag, Opladen 1982, S. 45–63.